# Philematium festivum
Philematium festivum är en skalbaggsart som först beskrevs av Fabricius 1775.  Philematium festivum ingår i släktet Philematium och familjen långhorningar.
Artens utbredningsområde är:
- Benin.
- Gabon.
- Guadeloupe.
- Senegal.
- Sierra Leone.
- Togo.

Inga underarter finns listade i Catalogue of Life.